# Срезневский, Борис Измайлович
Бори́с Изма́йлович Срезне́вский (19 [31] марта 1857 — 24 марта 1934) — российский и советский метеоролог; сын слависта И. И. Срезневского, брат В. И. Срезневского; ординарный профессор Юрьевского университета. Академик Украинской академии наук (1920). Разработал теорию признаков засушливости и климатическое районирование Украины.

## Биография
Родился 19 (31) марта 1857 года в семье филолога И. И. Срезневского. Утверждается, что среднее образование получал в 6-й петербургской гимназии (1875), однако в списке выпускников отсутствует.
В 1879 году окончил физико-математический факультет Санкт-Петербургского университета. В том же году выступил с научным сообщением об испарении капель на VII съезде естествоиспытателей. Тому же предмету была посвящена его диссертация, напечатанная в 1882 году.
Служил в Главной физической обсерватории (1882—1892), в списках которой числился позднее в звании помощника директора сверх штата. С 1888 года в качестве приват-доцента Санкт-Петербургского университета три года читал лекции по синоптической метеорологии на кафедре физики и физической географии. В 1892 году получил назначение в Московский университет в качестве приват-доцента. В 1893 году удостоен от Юрьевского университета степени доктора honoris causa и с 1894 года назначен в нём ординарным профессором и директором метеорологической обсерватории. С 1899 года — декан физико-математического факультета. Кроме основной деятельности, выступал с докладами о жизни и деятельности известных учёных, на общественных началах создал студенческий оркестр, выступал с публичными чтениями и речами о композиторах, писателях, поэтах.
В 1890 года принял участие в основании «Метеорологического вестника» при Императорском Русском географическом обществе, с 1899 года состоял редактором этого журнала. В качестве заведующего обсерваториями издавал ежемесячно «Метеорологические наблюдения», сначала в Москве, затем в Юрьеве, а с 1900 года принял на себя учёное руководство метеорологической сетью Императорского Лифляндского экономического общества. Изобрёл ряд метеорологических приборов, демонстрировавших на Всемирной выставке в Париже в 1900 году.
В 1902 году стал лауреатом большой Ломоносовской премии. В 1907 году награждён Императорским Русским географическим обществом золотой медалью имени Петра Петровича Семёнова.
В 1916—1917 году снова преподавал на кафедре физики и физической географии Санкт-Петербургского университета — курс «Метеорологические наблюдения, их организация и обработка». В 1918—1919 годах — профессор по кафедре метеорологии Воронежского университета.  С 1919 года — директор Киевской метеорологической обсерватории. С 19 апреля 1920 года — академик Украинской Академии наук.
В течение одного года он преподавал в Киевском политехническом институте, а затем, с 1920 года, 14 лет в Киевском университете.
После создания Гидрометеорологического института с 1931 года Б. И. Срезневский одновременно заведовал секцией общей метеорологии института и руководил обсерваторией.
Скончался 24 марта 1934 года. Похоронен в Киеве, на 17-м участке Лукьяновского кладбища. Его могила с 2005 года находится под охраной государства.